# Irma von Troll-Borostyáni

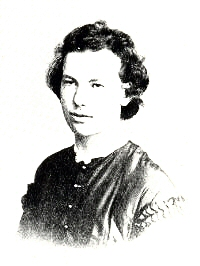
Irma von Troll um 1875

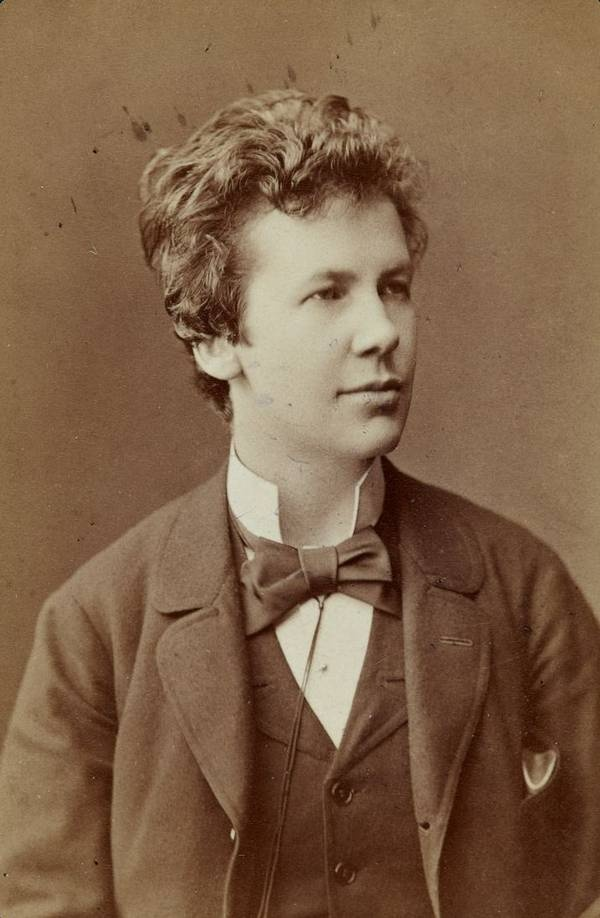
Irma von Troll-Borostyáni

Irma von Troll-Borostyáni (* 31. März 1847 als Maria Magdalena von Troll in Salzburg; † 10. Februar 1912 ebenda) war eine österreichische Schriftstellerin, Journalistin und Vorkämpferin für Frauenrechte. Sie gilt als erste Salzburger Frauenrechtlerin. Sie kämpfte für das Wahlrecht der Frauen, für die Gleichstellung von Mann und Frau in der Ehe, für die Frauen- und Jugendbildung und gegen die Prostitution.

## Leben und Wirken

### Kindheit und Jugend

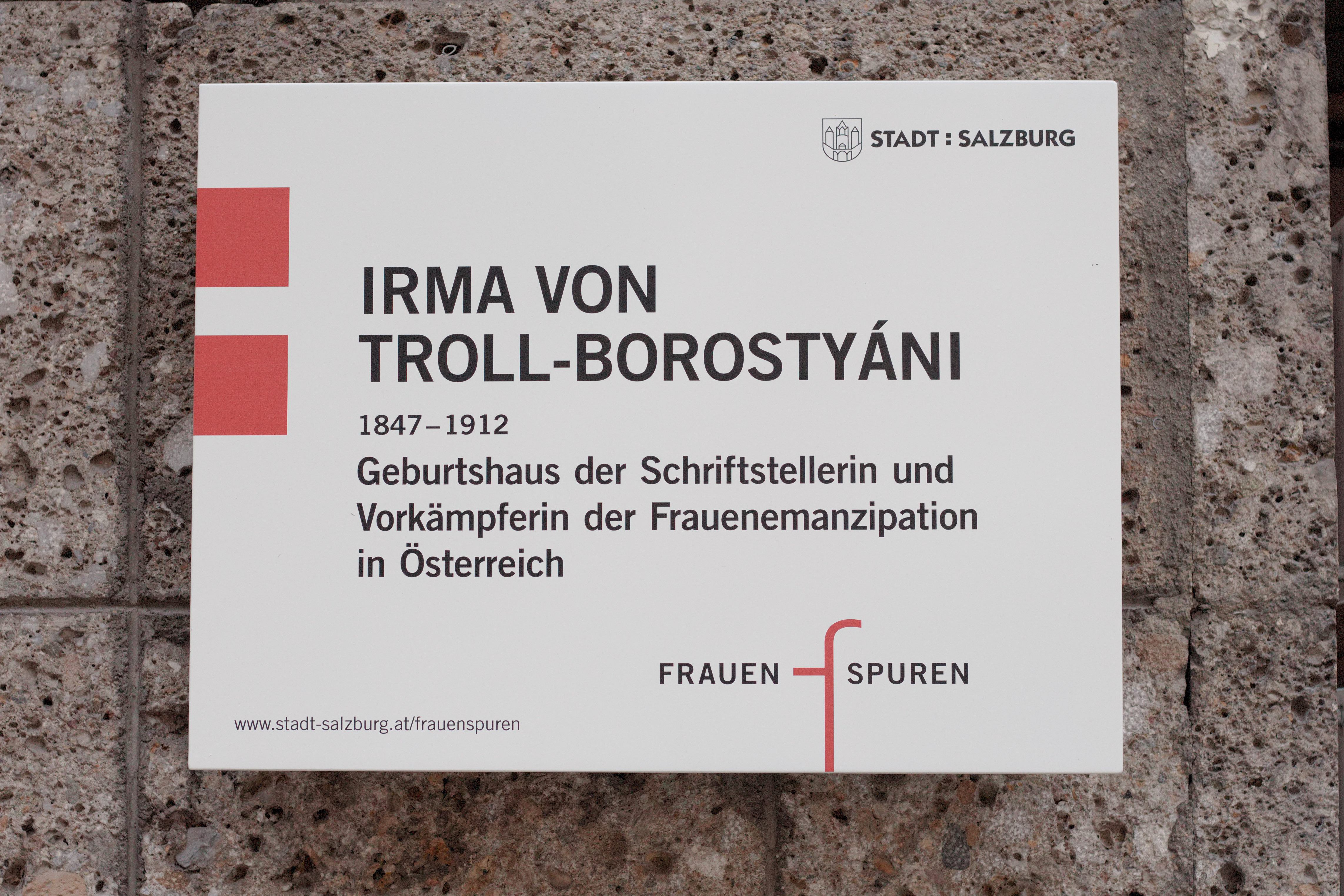
Gedenktafel am Geburtshaus Griesgasse 4 in Salzburg

Maria von Troll wurde als jüngstes von vier Kindern 1847 in Salzburg geboren. Während sie mit ihrer Schwester Wilhelmine eine enge, lebenslange Beziehung verband, geriet sie mit ihren Brüdern aufgrund ihrer modernen Ansichten und Lebensweise in Konflikt. Ihre Eltern, Josephine von Appeltauer und Otto Ritter von Troll, ein höherer Staatsbeamter, ermöglichten ihrer Tochter eine ausgezeichnete Erziehung. Einerseits wurde sie von der gebildeten Mutter unterrichtet, andererseits eignete sie sich viel Wissen durch ein diszipliniertes Selbststudium an. Sie liebte die Musik und wollte Pianistin werden. Als die Mutter an einem schweren Herz- und Nervenleiden erkrankte, konnte der Unterricht zu Hause nicht fortgeführt werden. Gymnasien und Universitäten waren zu dieser Zeit für Mädchen nicht zugänglich. Die einzige Möglichkeit für Mädchen in Salzburg zu einer höheren Bildung zu kommen bestand in der Internats-Klosterschule im Stift Nonnberg. Von 1862 bis 1864 besuchte Maria von Troll die Klosterschule der Benediktinerinnen. Die Enge des Klosterlebens konnte sie jedoch nur schwer ertragen. Sie wurde schwer krank und bekam ein so starkes nervöses Fieber, dass sie nach zwei Jahren wieder nach Hause zurückkehrte. Dort schnitt sie als äußeres Zeichen ihrer Befreiung den Zopf ab und trug fortan ihr welliges Haar kurz. Der Wechsel ihres Vornamens von Maria zu Irma kann ebenfalls als Zeichen ihrer frühen Rebellion gegen die Konventionen ihrer Zeit angesehen werden.

### Wien
1864 verließ die geliebte Schwester Wilhelmine Salzburg, um in Ungarn eine Stelle als Erzieherin anzunehmen. Auch Irma von Troll zog es aus Salzburg vermutlich weg, da sie sich in der kleinbürgerlichen Provinzstadt nicht wohlfühlte. Als der Vater im Jahr 1866 verstarb, hinterließ er seiner Familie keinerlei Vermögen und die Schriftstellerin musste ihren Lebensunterhalt selbst bestreiten. In dieser Situation gab es im Sinne der traditionellen Rollenvorstellung nur zwei Möglichkeiten: Entweder eine Heirat oder eine Anstellung als Gouvernante. Irma von Troll jedoch wählte ihren eigenen Weg. So ging sie im Jahre 1870 nach Wien, um die Konzertlaufbahn als Pianistin einzuschlagen. Sie nahm auch Schauspielunterricht und fand Anschluss an literarische Kreise. Zunehmend entwickelte sich ihr schriftstellerisches Talent und erste Veröffentlichungen in verschiedenen Tagesblättern erschienen unter dem Pseudonym Leo Bergen, später auch Veritas.

### Ungarn
Familiäre Begleitumstände zwangen sie, den Gedanken an eine Laufbahn als Konzertpianistin aufzugeben und sie ging als Musiklehrerin nach Ungarn. 1874 heiratete sie den ungarischen Journalisten und Schriftsteller Ferdinand von Borostyáni, wobei ihr Eheglück von kurzer Dauer war. Bald wandte sie sich ganz der Schriftstellerei zu, wobei sie zunehmend durch in ihrer kritischen Haltung anerkannt. Immer mehr entwickelte sie sich immer zu einer unbeirrbaren Streiterin gegen soziales Unrecht und als mutige Kämpferin für Frauenrechte. 1878 gab sie ihr erstes Werk heraus:
- „Die Mission unseres Jahrhunderts – eine Studie über Frauenfragen“

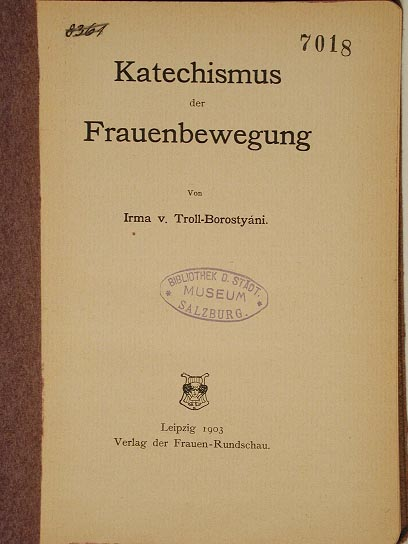
Der 1903 erschienene Katechismus der Frauenbewegung

Sie erntete dafür in sozialkritischen Kreisen europaweit hohe Anerkennung. Neue Schicksalsschläge kamen nun auf die mutige Frau zu: In Wien starb ihre dreijährige Tochter, sie selbst hatte durch die Geburt ein schweres Leiden davongetragen. Ihr Ehemann lebte bald beruflich bedingt in Paris, die Ehe blieb in der Folge nicht viel mehr als ein freundlicher Briefwechsel.

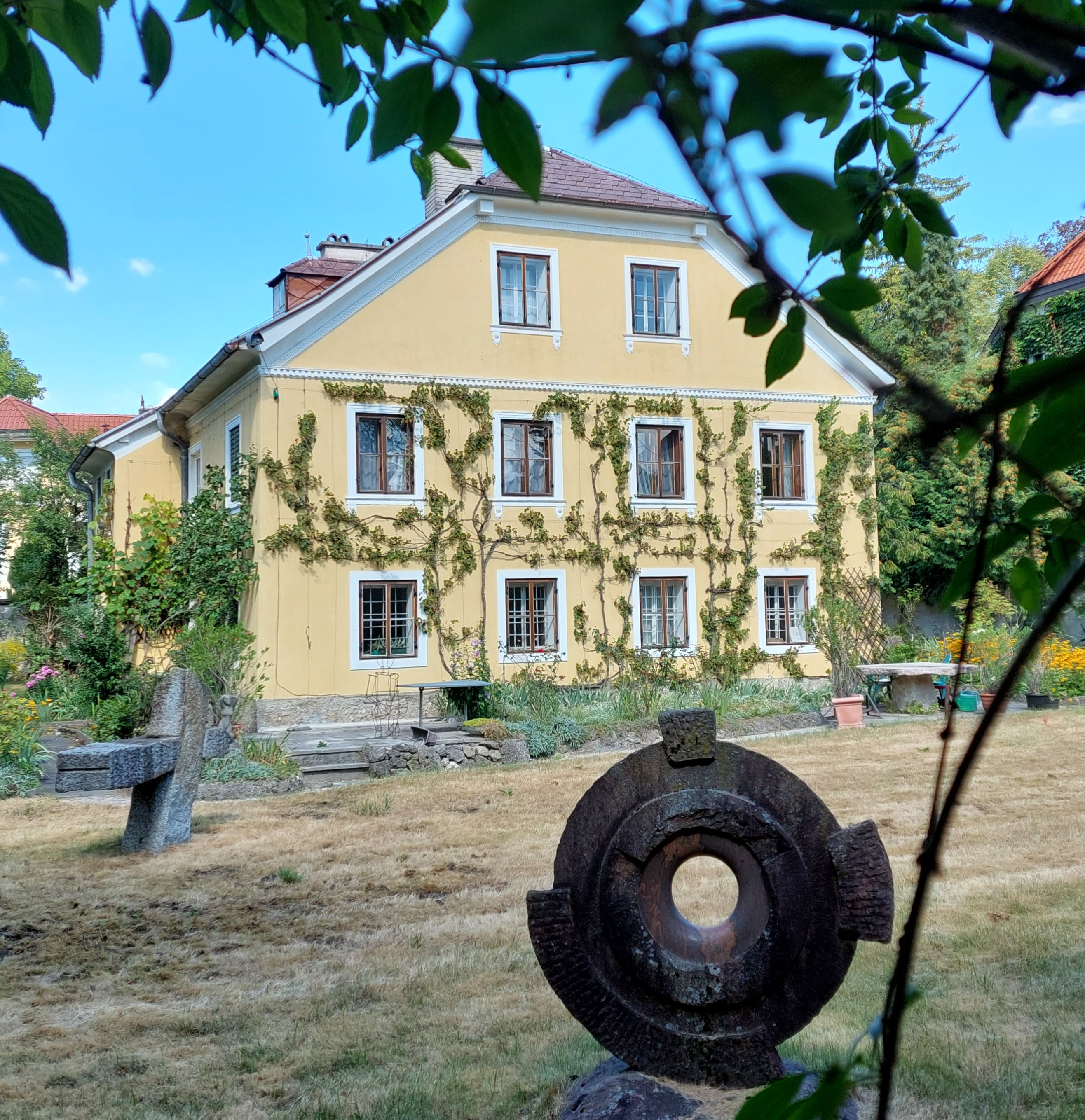
Wohnhaus von Troll-Borostyáni in der Bayernstraße 8

### Zurück nach Salzburg
1882 kehrte Troll-Borostyáni nach Salzburg zurück, um das Grab ihrer kürzlich verstorbenen Mutter zu besuchen. Ihr geschwächter Körper war den vorangegangenen Aufregungen nicht gewachsen. Viele Monate lang musste sie nun schwerkrank im Hause einer Jugendfreundin verbringen und sie blieb fortan in Salzburg.
Eine Übersiedelung an den Wohnsitz ihres Mannes in Budapest schien zu problematisch, ihre Pflege dort zu schwierig. In Salzburg konnten ihre Freundinnen sie dagegen in allen Jahren weiter ausreichend betreuen. Gemeinsam mit ihrer Schwester Wilhelmine und den Schwestern Helene und Johanna Baumgartner (ihrer Lebensgefährtin) lebte sie in dem Haus in der Riedenburger Straße 7 (heute Bayernstr. 8).
Irma Troll-Borostyáni sollte nie mehr wirklich gesunden. Sie kämpfte in Salzburg trotz ihrer Krankheit aber weiter gegen Verlogenheit und Schein, setzte sich kritisch mit überkommenen Moralbegriffen auseinander und referierte über die nötige Reform der Jugenderziehung. Tatkräftig half sie auch bei der Gründung von Frauenvereinen mit und hielt Vorträge. In der damaligen spießigen Kleinstadt Salzburg sorgte Irma Troll-Borostyáni aber allein in ihrem maskulinen Auftreten und oft Zigarre rauchend für manche Aufregung. Sie schrieb hier folgende sozialkritische Werke:
- Gleichstellung der Geschlechter (1888)
- Die Prostitution vor dem Gesetz – ein Appell an das deutsche Volk und seine Vertreter (1893)
- Das Weib und seine Kleidung (1897)
- Verbrechen der Liebe (1900) und
- So erziehen wir unsere Kinder zu Vollmenschen (1912).

1893 wurde sie zur Mitbegründerin des Allgemeinen Österreichischen Frauenvereins, welcher ihr 1908 als Anerkennung für ihr Wirken die Ehrenmitgliedschaft verlieh. Neben diversen Schriftstellervereinen war sie auch Mitglied im Deutschen Bund für Mutterschutz und Sexualreform.
Irma von Troll-Borostyáni hatte engen Kontakt mit anderen Schriftstellerinnen und Frauenrechtlerinnen ihrer Zeit. So war sie mit Bertha von Suttner und Auguste Fickert befreundet. Auch mit Helene Stöcker, Rosa Mayreder und Adelheid Popp stand sie in Verbindung. Aufgrund ihrer Ansichten kann sie dem bürgerlich-radikalen Flügel der Frauenbewegung zugeordnet werden.
In Salzburg widmete sich aber auch vermehrt ihrer frühen Leidenschaft, der Musik. Irma von Troll-Borostyáni schrieb neben den genannten Werken mit betont sozialkritischem Inhalt Romane, Novellen, Erzählungen und Gedichte, die ihre Liebe für die Entrechteten und ihr Mitleid gegenüber den Enterbten und Zurückgesetzten widerspiegeln. Bekannt wurde vor allem ihr Roman Aus der Tiefe (1892). Irmas Schwester Wilhelmine stellt zu diesen Werken treffend fest: „Sie besaß ein zartestes Verständnis in die Gefühle der Verachteten, Kleinen, namentlich der Kinder“. Aber auch die Liebe zum Tier, zur Schöpfung und zur großartigen Bergwelt wird in ihren Werken zum Ausdruck gebracht.
Wenig bekannt ist hingegen bisher noch über ihr journalistisches Wirken für Zeitungen und Zeitschriften. Erwiesen ist, dass sie in den 1890er Jahren regelmäßig Essays für „Ethische Kultur: Wochenschrift zur Verbreitung ethischer Bestrebungen“ geschrieben hat sowie Beiträge für „Die Gesellschaft“, „Frankfurter Zeitung“, „Die Kritik“, „Neues Leben“, „Die Mutter“, „Neue Bahnen“ und „Der Salon“.
Mit ihren zahlreichen Schriften hat Irma von Troll-Borostyáni viel dazu beigetragen, die Ideen der Frauenbewegung zu verbreiten und ein Stück weit zu verwirklichen. In einem von Rosa Mayreder verfassten Nachruf für die Zeitschrift Neues Frauenleben wird angemerkt, dass die Nachricht über den Tod der Schriftstellerin nur als flüchtige Notiz durch die Tagesblätter ging. Ihre Verdienste um die österreichische Frauenbewegung wurden damals weder erwähnt, noch gewürdigt. Rosa Mayreder schließt ihren Nachruf mit den Worten: „Mit ihr ist eine der hervorragendsten Vorkämpferinnen aus der alten Schule der Frauenbewegung dahingegangen. Aber in der Geschichte dieser Bewegung besitzt sie ein bleibendes Denkmal und wirkt fort durch ihre Werke.“
Sie wurde im Familiengrab auf dem Kommunalfriedhof in Salzburg begraben. Ihr Grabstein trug die Aufschrift „Die tapfere Bahnbrecherin der Frauenbewegung“ Das Grab der Trolls ist jedoch bereits seit Jahrzehnten neu belegt. Eine Marmortafel erinnert an ihrem Geburtshaus in der Griesgasse 4 an sie.

## Ihr Wirken für die Frauenbewegung
In Ungarn gab sie 1878 ihr erstes Werk heraus: „Die Mission unseres Jahrhunderts – eine Studie über Frauenfragen“. Nach Rosa Mayreder wurde dieses Werk zu einer Zeit veröffentlicht, „in der diese Bestrebungen ganz allgemein als eine Verirrung und jedes „Emanzipationsgelüst“ bei einer Frau als ein Symptom der Entartung betrachtet wurden. Man muss diese Zeit selbst mitgemacht haben, um ermessen zu können, wieviel Unbeugsamkeit, Charakterstärke, Unabhängigkeitssinn dazu gehörte, für die Ideen der Frauenbewegung in der bürgerlichen Welt einzutreten“. Interessant dabei ist, dass sie in ihrer kämpferischen Streitschrift sowohl Frauen, als auch Männer dazu aufforderte, für gesellschaftliche Veränderungen einzutreten.
„Die Mission unseres Jahrhunderts“ enthält auch einen Appell an die Frauen. Sie ermunterte Frauen darin, für Freiheit und Gerechtigkeit zu kämpfen. Um diese Ziele zu erreichen, sollten Frauen Vereine, wie es sie in England und Amerika bereits gab, sowie Blätter gründen, um die Idee der Emanzipation der Frau zu verbreiten. Anstatt darauf zu warten, dass der Staat Mädchenschulen gründet, sollten die Frauen dies selbst in die Hand nehmen und Stipendien für mittellose Studentinnen stiften. Schließlich forderte sie nach dem politischen Wahlrecht für Frauen. Sie schließt ihren Appell mit den pathetischen Worten: „Kämpft für Eure Rechte, für Eure Zukunft mit allen Waffen des Geistes und mit werktätiger Unterstützung Eurer Zwecke. Ja, Ihr werdet es tun! Ihr werdet wollen, Ihr werdet handeln!“
Bereits mit diesem ersten Werk erregte die Schriftstellerin viel Aufsehen. Das Buch erntete überwiegend negative Kritiken und so war es in der Folge für Irma von Troll-Borostyáni schwer, einen Verlag zu finden. So wurde zum Beispiel das Buch „Gleichstellung der Geschlechter“ im Zürcher Verlagsmagazin gedruckt werden, da sich kein österreichischer und auch kein deutscher Verlag dazu bereit erklärten.
Selbst Kritiker waren jedoch davon überzeugt, dass sie sich mittels ihres Selbststudiums ein ungeheures Wissen angeeignet hatte. In ihren Werken zitiert sie französische, englische und lateinische Literatur und übersetzt diese auch. Zudem zieht sie in ihren sozialkritischen Werken statistische Daten und ethnologischen Studien heran. Für ihr Buch „Die Prostitution vor dem Gesetz. Ein Appell an das deutsche Volk und seine Vertreter“ (1893) recherchierte sie direkt vor Ort im Wiener Prostituiertenmilieu.
Einer ihrer Kritiker, Ludwig Büchner, schrieb im Vorwort zur zweiten Auflage von Troll-Borostyánis Buch „Die Gleichstellung der Geschlechter“ 1887: „Auch wer ihre Ansichten nicht zu teilen imstande ist, wird ihre große Belesenheit, ihren kritischen Scharfblick, ihre entschlossene und vor keiner Konsequenz zurückschreckende Überzeugung anerkennen müssen; und selbst derjenige, welcher der ganzen hier behandelten Frage ferne steht, wird doch das reiche ethnologische und historische Material, welches die Verfasserin über die soziale Stellung der Frau in Vergangenheit und Gegenwart mitbringt, mit Interesse und Belehrung verfolgen.“
In „Die Gleichstellung der Geschlechter“ stellte sie fünf Forderungen für eine soziale Neuorganisation auf:
1. Die vollständige soziale und politische Gleichstellung der Geschlechter.
2. Die vollkommene, unbedingte Lösbarkeit der Ehe.
3. Die Abschaffung der Prostitution als gesetzliche oder geduldete Institution.
4. Eine fundamentale Reform der Jugenderziehung beider Geschlechter.
5. Die Erziehung der Kinder in Staatsinstituten auf Kosten und unter Leitung des Staates.

Aus ihren Werken geht auch deutlich hervor, dass sie Frauen nicht als hilflose Opfer der Unterdrückung durch Männer sah. Um die Frauenrechtsbewegung voranzutreiben, müssten sich die Frauen organisieren und zusammenarbeiten: „Ihr Frauen, um deren Rechte, um deren Freiheit, um deren Glück es sich handelt, Ihr selbst müsst die Initiative ergreifen, um Euer Leben zu einem menschenwürdigen Dasein zu gestalten.“
Irma von Troll-Borostyáni beschäftigte sich auch mit Fragen der Erziehung, insbesondere der weiblichen. So schreibt sie „dass, die bisherige weibliche Erziehung nicht nur die geistige Ausbildung arg vernachlässigt und den fruchtbarsten Boden intellektueller Begabung brachliegen lässt, sondern gar viele Fähigkeiten gewaltsam unterdrückt und der sich ent-wickelnden Individualität eine einseitige, schiefe Richtung gibt, in welcher man, je einseitiger und schiefer sie ist, eine um so echtere, wahrere Weiblichkeit erkennen will.“
Die Erziehung zu dieser Zeit sollte die Mädchen auf ihren künftigen Beruf, die Ehe, vorbereiten. Irma von Troll-Borostyáni kritisierte, dass dieses System auf zwei Irrtümern beruht: Diese sind: „1. dass man in der Erziehung der Mädchen nur das eine Ziel zu erreichen strebt: sie zu verheiraten, die Eventualität der Ehelosigkeit viel zu wenig berücksichtigt und somit die Mädchen nicht befähigt, auch alleinstehend sich ihren Weg durchs Leben zu bahnen;
2. dass die Frau durch ihre Erziehung selbst für denjenigen Beruf, den man als den ihrigen erklärt, für die Ehe, keineswegs vorbereitet wird.“
Trotz ihrer fortschrittlichen Gedanken plädierte die Schriftstellerin jedoch dafür, Jungen und Mädchen an getrennten Schulen zu unterrichten: „… glaube ich, dass (natürlich mit Ausnahme der Universitäten) in Europa – vorläufig – getrennte Schulen den gemischten vorzuziehen wären, und zwar deshalb, weil unsere bisherigen sozialen Verhältnisse die beiden Geschlechter durchaus nicht daran gewöhnt haben, sich einander, wie jenseits des Ozeans, auf allen Lebenswegen, in allen Beschäftigungen und Berufstätigkeiten als Genossen und Konkurrenten zu begegnen.“
Die Frauenrechtlerin forderte ein Recht auf Ausbildung für jedes Kind. Auch über die Finanzierung ihres Vorschlags machte sie sich Gedanken. So soll die Höhe der Kosten nach dem Einkommen der Eltern berechnet werden. Das Militärbudget sollte in das Erziehungsbudget übergeführt werden, wofür sie jedoch keine reale Chance sah. Daher schlug die radikal antiklerikal eingestellte Schriftstellerin vor, Kirchen und Klöster zu enteignen.
In Bezug auf die Berufstätigkeit von Frauen schrieb Irma von Troll-Borostyáni, dass diese vom Staatsdienst, mit Ausnahme des Post- und Telegrafenamts, ausgeschlossen seien und dort, wo sie es nicht waren, für dieselbe Arbeit ein viel geringeres Gehalt bekamen als ihre männlichen Kollegen. Zudem kreidete sie an, dass Redaktionen grundsätzlich keine Schriftstellerinnen aufnehmen, während hingegen immer mehr Frauen als Prostituierte Geld für ihren Lebensunterhalt verdienen mussten.
Zwar hält sie in ihren Überlegungen fest, dass eine berufstätige Frau mit eigenem Verdienst eher die Scheidung einer unglücklichen Ehe wünsche als eine Frau, welche als Hausfrau mittellos und in völliger Abhängigkeit von ihrem Ehemann lebe. Aber sie schrieb weiter, dass es nicht Wert sei, eine Ehe nur aus diesem Grund fortzuführen. Die Schriftstellerin geht davon aus, dass eine Ehe nur dann eine glückliche sein kann, „wenn beide Ehegatten auf gleichem Niveau in der Bildung stehen, wenn sie in ihrer Geistesrichtung, Lebensauffassung und in ihren Ansichten übereinstimmen und zwischen ihnen jene schöne durch diese Übereinstimmung begründete Harmonie herrscht.“
Auch gegen die vorherrschende Kleiderordnung für Frauen begehrte sie auf und kritisierte in diesem Zusammenhang ihre eigenen Geschlechtsgenossinnen: „Aber so versessen sind die Frauen auf die widerwärtige Unnatur einer durch das Mieder erzeugten Wespentaille, dass sie bei keiner Gelegenheit, wo sie sich fremden Augen zeigen, auf dieses zum Fluche der Frauenwelt und ihrer Nachkommen erfunden Marterwerkzeug verzichten mögen.“ Vor allem das Tragen von Mieder unter Sportkostümen fand bei der begeisterten Bergsteigerin kein Verständnis. Die damalige Frauenkleidung war für Irma von Troll-Borostyáni aber auch „ein Zeugnis für die Verstandsarmut der Männer, weil sie solcherartige monströse Einpackung des Frauenkörpers als ein unentbehrliches Attribut der äußeren Erscheinung der Frauen betrachten“.
Von der vehement eingeforderten Gleichstellung von Frauen und Männern versprach sie sich die Lösung vieler gesellschaftlicher Probleme. So würde sich die Prostitution von selbst überübrigen und die Ehe wäre nicht länger ein Besitzverhältnis, sondern ein Liebesbund.

## Pseudonyme und Namensvarianten
- Borostyáni, Irma von Troll
- Troll Borostyáni, Irma von
- Bergen, Leo
- Veritas
- Troll, Irma
- Troll, Maria

## Werke